# Lofsdalen
Lofsdalen is een plaats in de Zweedse gemeente Härjedalen in het gelijknamige landschap en de provincie Jämtlands län. De plaats heeft 101 inwoners (2005) en een oppervlakte van 59 hectare. De plaats ligt aan het meer Lofssjön op circa 600 meter boven de zeespiegel, in de directe omgeving zijn bergen te vinden, die tot boven de 1000 meter en dus de boomgrens reiken. Ook ligt het gelijknamige skigebied Lofsdalen bij de plaats, in dit skigebied zijn in totaal vijfentwintig skipistes en negen skiliften te vinden.